# 锐齿钝齿花楸
锐齿钝齿花楸（学名：Sorbus helenae var. argutiserrata）为蔷薇科花楸属下的一个变种。

## 扩展阅读
- 維基物種上的相關：锐齿钝齿花楸